# Keresztanya és én
A Keresztanya és én magyar televíziós rajzfilmsorozat. A forgatókönyvet Magyarósi Éva írta, a zenéjét Parádi Gergely szerezte. Magyarországon 2014. december 23-ától az M2 tűzte műsorra.

## Ismertető
A rajzanimációs tévéfilmsorozat főhőse, Dani, ő nagyon okos fiú, akinek éppen a 6. születésnapja közeleg. Erre a napra már nagyon izgatottan készül. Elmennek hozzá vendégségbe a barátai is, és sok ajándékot kap tőlük, valamint még egy szép nagy tortát is kap. Sok örömmel és szórakoztató játékkal töltik el ezt a napot a gyerekek. Hasonló képen, mint azt a felejthetetlen délutánt, amelyik napon Dani a papájával együtt ment ki a strandra őszi időben.

## Epizódok
1. Holnap lesz a születésnapom – Strand ősszel
2. A vidámparkban – Kicsi néni